# Stazione di Neuenhagen (b Berlin)
La stazione di Neuenhagen (b Berlin) si trova nel comune di Neuenhagen bei Berlin nel circondario del Märkisch-Oderland ed è servita dalla linea S5 della S-Bahn di Berlino.
La stazione di Neuenhagen (b Berlin) si trova sulla linea Ostbahn, a circa 500 metri a nord del centro città. A circa 2 km ad ovest si trova la stazione di Hoppegarten ed a 4 km ad est quella di Fredersdorf. È compresa nella zona tariffaria Berlino C della Verkehrsverbundes Berlin-Brandenburg.

## Storia
La stazione fu aperta il 1º ottobre 1867 con due banchine laterali e un edificio a tre piani. Il percorso della ferrovia orientale fu notevolmente ampliato durante la seconda guerra mondiale con la costruzione di due altri binari tra Mahlsdorf e Strausberg per consentire capacità di trasporto ancora più elevate. Sul piazzale della stazione venne poi costruita una nuova banchina centrale. Al posto del voluminoso edificio precedente, venne costruito un semplice edificio basso. Verso la fine di aprile 1945, il servizio ferroviario a Neuenhagen fu interrotto.
A partire dal marzo 1947 la stazione venne ripristinata e destinata al passaggio di altre linee a transito rapido e ad azionamento elettrico.
Da allora e ancora oggi, la piattaforma centrale, che era stata completata durante la guerra, è stata operata solo sulla linea del margine meridionale.